# لونغيان
لونغيان (بالإنجليزية: Longyan)‏ و (بالصينية: 龙岩)) وهي مدينة تقع في جنوب غرب محافظة فوجيان في جمهورية الصين الشعبية، تقع بمحاذاة محافظة غوانغدونغ من الجنوب و محافظة جيانغشي من الغرب، يبلغ عدد سكانها 2,559,545 حشب إحصاء سنة 2010 وتبلغ مساحتها 19,069 كيلومتر مربع.